# King of Rock
Albums de Run–DMC
Run–DMC
(1984) Raising Hell
(1986)
Singles
1. King of Rock
Sortie : 15 janvier 1985
2. You Talk Too Much
Sortie : 1985
3. Can You Rock It Like This
Sortie : 6 novembre 1985

King of Rock est le deuxième album studio de Run–DMC, sorti le 21 janvier 1985.
L'album s'est classé 12e au Top R&B/Hip-Hop Albums et 52e au Billboard 200 et a été certifié disque d'or le 3 juin 1985 et disque de platine le 18 février 1987 par la RIAA.

## Liste des titres
| No | Titre                           | Durée |
| -- | ------------------------------- | ----- |
| 1. | Rock the House                  | 2:42  |
| 2. | King of Rock                    | 5:14  |
| 3. | You Talk Too Much               | 5:59  |
| 4. | Jam-Master Jammin'              | 4:20  |
| 5. | Roots, Rap, Reggae              | 3:12  |
| 6. | Can You Rock It Like This       | 4:30  |
| 7. | You're Blind                    | 5:31  |
| 8. | It's Not Funny                  | 5:35  |
| 9. | Darryl and Joe (Krush-Groove 3) | 6:39  |

| 10. | Slow and Low (Demo)                      | 4:27 |
| 11. | Together Forever (Krush-Groove 4) (Live) | 3:35 |
| 12. | Jam-Master Jammin' (Remix)               | 6:45 |
| 13. | King of Rock (Live from Live Aid)        | 7:26 |